# هودتشیتسه
هودتشیتسه (به چکی: Hudčice) یک منطقهٔ مسکونی در جمهوری چک است که در ناحیه پریبرام واقع شده‌است.